# إيفور بنسون
إيفور بنسون (بالإنجليزية: Ivor Benson)‏ هو صحفي جنوب أفريقي، ولد في نوفمبر 1907، وتوفي في 1993.